# Communauté de communes des Portes-de-l'Anjou
La communauté de communes des Portes-de-l'Anjou est une ancienne communauté de communes française située dans le département de Maine-et-Loire et la région Pays de la Loire.
Elle se situe dans la région du Baugeois et fait partie du syndicat mixte Pays des Vallées d'Anjou.

## Composition
La communauté de communes les Portes de l'Anjou regroupe cinq communes,
| Nom                  | Code Insee | Gentilé      | Superficie (km2) | Population (dernière pop. légale) | Densité (hab./km2) |
| -------------------- | ---------- | ------------ | ---------------- | --------------------------------- | ------------------ |
| Durtal (siège)       | 49127      | Durtalois    | 60,58            | 3 377 (2014)                      | 56                 |
| Daumeray             | 49119      | Daumeréens   | 40,53            | 1 532 (2014)                      | 38                 |
| Montigné-lès-Rairies | 49209      | Ignémontains | 9,01             | 398 (2014)                        | 44                 |
| Morannes-sur-Sarthe  | 49220      |              | 47,35            | 2 076 (2014)                      | 44                 |
| Les Rairies          | 49257      | Rairieux     | 8,41             | 987 (2014)                        | 117                |

## Historique
La communauté de communes les Portes de l'Anjou est née le 1er janvier 2002, par arrêté préfectoral du 24 décembre 2001,.
Début 2013, l'intercommunalité refonde ses statuts.
L'ancienne commune de Morannes, qui était membre de la communauté de communes, est devenue commune déléguée de la commune nouvelle de Morannes-sur-Sarthe (créée en janvier 2016 pour compter deux communes déléguées, avec cependant l'ancienne commune de Chemiré-sur-Sarthe qui était membre d'un autre EPCI à fiscalité propre non situé dans le périmètre du pays : la communauté de communes du Haut-Anjou).
La commune nouvelle de Morannes-sur-Sarthe dispose d'un mois à partir de sa création le 1er janvier 2016 pour décider de quel EPCI à fiscalité propre elle souhaite être membre : soit la communauté de communes des Portes-de-l'Anjou (membre du syndicat mixte du Pays des Vallées d'Anjou), soit la communauté de communes du Haut-Anjou (membre d'un autre syndicat de pays et dont faisait partie l'ancienne commune de Chemiré-sur-Sarthe). Au-delà de ce délai, le préfet pourrait se prononcer en concertation avec les deux communautés de communes concernées. De façon transitoire, la commune nouvelle de Morannes-sur-Sarthe est membre des deux EPCI à fiscalité propre.
Le schéma départemental de coopération intercommunale de Maine-et-Loire, approuvé le 22 janvier 2016 par la commission départementale de coopération intercommunale, envisage la fusion de la communauté de communes des Portes-de-l'Anjou avec les communautés de communes de Loir-et-Sarthe et du Loir à partir du 1er janvier 2017.

## Politique et administration

### Compétences
La communauté de communes Les Portes de l'Anjou a pour objet le développement et la solidarité des communes membres. Cet établissement public de coopération intercommunale intervient dans plusieurs domaines :
- aménagement du territoire,
- économie,
- tourisme,
- environnement,
- habitat,
- culture,
- piscine,
- enfance–jeunesse,
- social – solidarité.

### Présidence
Le siège de l'intercommunalité est fixé à Durtal.
| Période    | Période       | Identité           | Étiquette | Qualité                         |
| ---------- | ------------- | ------------------ | --------- | ------------------------------- |
| 2002       | avril 2008    | André Logeais      | DVG       | Maire de Durtal (2001 → 2014)   |
| avril 2008 | avril 2014    | Marie-Paule Loison | DVG       | Maire de Morannes (2001 → 2014) |
| avril 2014 | décembre 2016 | Joëlle Charrier    |           | Maire des Rairies (2001 → )     |

## Population

### Démographie
| 2002 | 2004 | 2006  | 2009  | 2012  | 2013  | 2015 |
| ---- | ---- | ----- | ----- | ----- | ----- | ---- |
| -    | -    | 7 761 | 7 950 | 8 046 | 8 323 | -    |

### Logement
On comptait en 2009, sur le territoire de la communauté de communes, 3 808 logements, pour un total sur le département de 360 144. 87 % étaient des résidences principales, et 64 % des ménages en étaient propriétaires.

### Revenus
En 2010, le revenu fiscal médian par ménage sur la communauté de communes était de 16 824 €, pour une moyenne sur le département de 17 632 €.

## Économie
Sur 629 établissements présents sur l'intercommunalité à fin 2010, 26 % relevaient du secteur de l'agriculture (pour 17 % sur l'ensemble du département), 9 % relevaient du secteur de l'industrie, 9 % du secteur de la construction, 44 % du secteur du commerce et des services (pour 53 % sur le département) et 12 % de celui de l'administration et de la santé.